# Ba đậu lá thuôn
Ba đậu lá thuôn (danh pháp khoa học: Croton joufra) là một loài thực vật có hoa trong họ Đại kích. Loài này được Roxb. mô tả khoa học đầu tiên năm 1832.